# Sainte-Marguerite-de-l'Autel
Pour les articles homonymes, voir Sainte-Marguerite.
Sainte-Marguerite-de-l'Autel est une ancienne commune française, située dans le département de l'Eure en région Normandie, devenue le 1er janvier 2016 une commune déléguée au sein de la commune nouvelle du Lesme.

## Géographie
| Le Fidelaire | Le Fidelaire                                                                                 | Sainte-Marthe                  |
| Le Fidelaire | Sainte-Marguerite-de-l'Autel                                                                 | Beaubray                       |
|              | Les Baux-de-Breteuil, Guernanville (comm. nouv. du Lesme), Breteuil (comm. dél. de Breteuil) | Marbois (comm. dél. du Chesne) |

## Toponymie
Le nom de la localité est attesté sous les formes S. Margarita de Altaribus (1er p. d’Évreux), S. Margareta de Altari (2e p. d’Évreux), Sainte-Marguerite-de-l’Hôtel en 1790 (décret de l’Assemblée nationale).
L'hagiotoponyme Sainte-Marguerite évoque sainte Marguerite d'Antioche, vierge martyre du IVe siècle, fêtée le 20 juillet.
Le mot Autel signalait dans les localités, la présence d'une église inférieure, une succursale par rapport aux églises paroissiales.

## Politique et administration
| Période                                  | Période  | Identité             | Étiquette | Qualité |
| ---------------------------------------- | -------- | -------------------- | --------- | ------- |
| Les données manquantes sont à compléter. |          |                      |           |         |
|                                          |          | Sallard              |           |         |
| mars 2008                                | En cours | Jean-Claude Surmulet |           |         |

## Démographie
L'évolution du nombre d'habitants est connue à travers les recensements de la population effectués dans la commune depuis 1793. À partir du 1er janvier 2009, les populations légales des communes sont publiées annuellement dans le cadre d'un recensement qui repose désormais sur une collecte d'information annuelle, concernant successivement tous les territoires communaux au cours d'une période de cinq ans. 
Pour les communes de moins de 10 000 habitants, une enquête de recensement portant sur toute la population est réalisée tous les cinq ans, les populations légales des années intermédiaires étant quant à elles estimées par interpolation ou extrapolation. Pour la commune, le premier recensement exhaustif entrant dans le cadre du nouveau dispositif a été réalisé en 2004,.
En 2013, la commune comptait 556 habitants, en évolution de +18,3 % par rapport à 2008 (Eure : +2,66 %, France hors Mayotte : +2,49 %).
| 1793  | 1800  | 1806  | 1821  | 1831  | 1836  | 1841  | 1846  | 1851 |
| ----- | ----- | ----- | ----- | ----- | ----- | ----- | ----- | ---- |
| 1 318 | 1 322 | 1 298 | 1 062 | 1 097 | 1 094 | 1 053 | 1 004 | 926  |

| 1856 | 1861 | 1866 | 1872 | 1876 | 1881 | 1886 | 1891 | 1896 |
| ---- | ---- | ---- | ---- | ---- | ---- | ---- | ---- | ---- |
| 902  | 841  | 752  | 775  | 703  | 661  | 645  | 630  | 535  |

| 1901 | 1906 | 1911 | 1921 | 1926 | 1931 | 1936 | 1946 | 1954 |
| ---- | ---- | ---- | ---- | ---- | ---- | ---- | ---- | ---- |
| 504  | 543  | 532  | 400  | 430  | 384  | 378  | 428  | 423  |

| 1962 | 1968 | 1975 | 1982 | 1990 | 1999 | 2004 | 2009 | 2013 |
| ---- | ---- | ---- | ---- | ---- | ---- | ---- | ---- | ---- |
| 426  | 377  | 340  | 316  | 354  | 384  | 378  | 512  | 556  |

## Lieux et monuments
- Église Sainte-Marguerite, édifice  Inscrit MH (1954)[10]
- Monument aux morts (22 noms)
- Massif forestier